# Massacre de Glencoe
Le massacre de Glencoe (écossais : Mort Ghlinne Comhann) s'est déroulé dans la vallée de Glen Coe en Écosse, tôt dans la matinée du 13 février 1692, à l'époque de la Glorieuse Révolution et du jacobitisme. Le massacre débuta simultanément en trois endroits de Glen Coe — Invercoe, Inverrigan et Achacon — mais les meurtres s'étendirent à toute la vallée lors de la fuite des MacDonald. Trente-huit hommes du clan Donald de Glencoe furent tués par ceux à qui ils avaient accordé l'hospitalité, et quarante femmes et enfants moururent de froid après l'incendie de leurs maisons. Les assassins, cent vingt hommes de troupe, avaient été envoyés par des conseillers du roi d'Angleterre Guillaume III.

## Contexte historique

### Genèse des rébellions jacobites

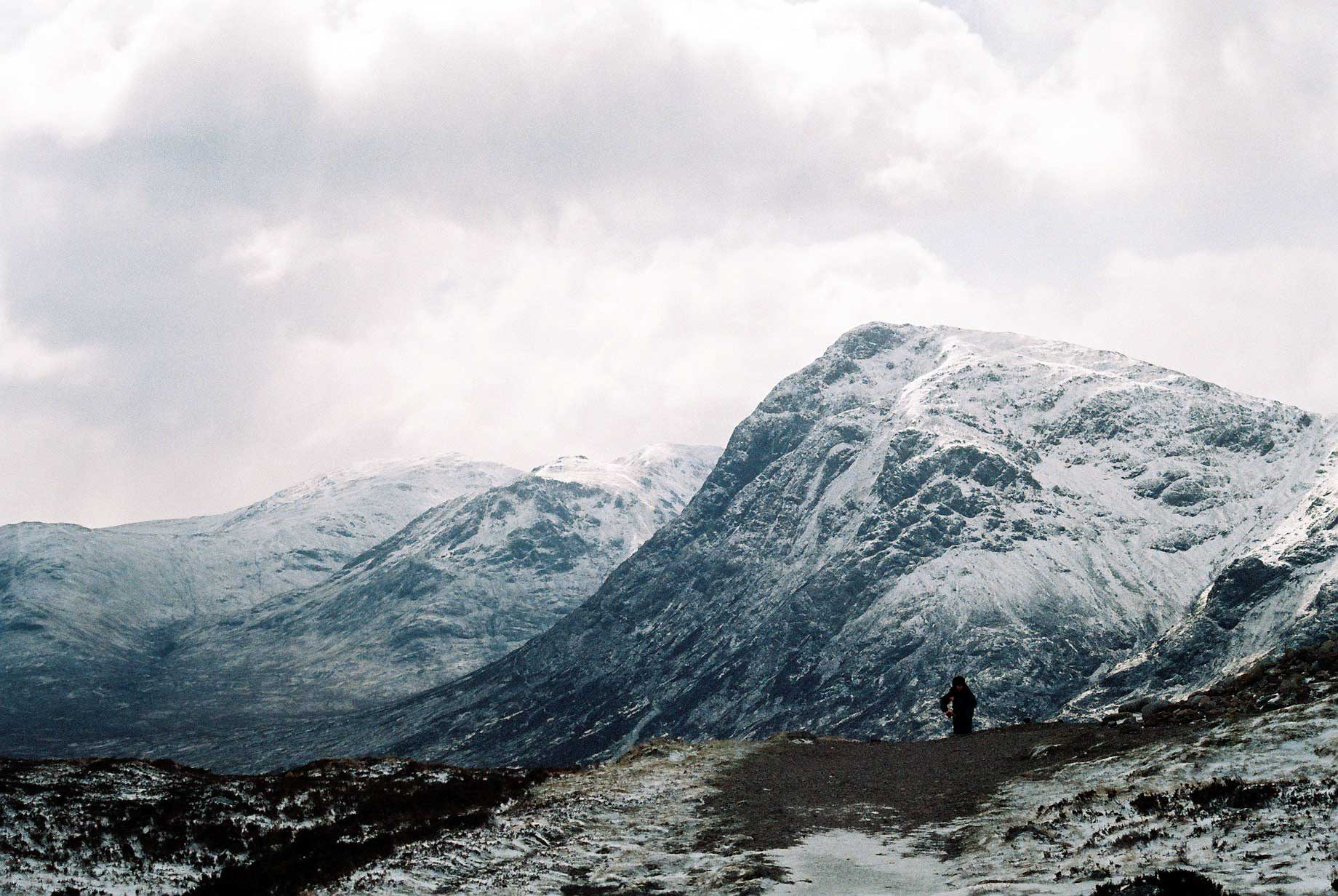
Vue du Glen Coe en hiver 2005.

Avant la seconde moitié du XVIIe siècle, les îles Britanniques souffrent un temps d'agitation politique et religieuse. Le Commonwealth d'Angleterre a disparu avec la Restauration de Charles II, le rétablissement de l'Église d'Angleterre et l'imposition du gouvernement de l'Église épiscopalienne. 
En 1685, Jacques II succède à son frère Charles II. Lui-même catholique, il tente d'imposer la tolérance religieuse en faveur des catholiques et des protestants dissidents, contrariant des membres de l'élite anglicane. En 1688, la seconde épouse de Jacques met au monde un fils, créant la perspective d'une dynastie catholique ; sept notables anglais, nommés plus tard les « Sept Immortels », invitent la fille de Jacques, Marie, et son époux et cousin Guillaume d'Orange-Nassau à déposer le roi et à régner conjointement à sa place. Le 5 novembre 1688, Guillaume arrive à Brixham dans le Sud-Ouest de l'Angleterre. Le mois suivant, Jacques fuit en France ; c'est le début de la Glorieuse Révolution.
En février 1689, l'Angleterre change formellement de monarque, mais de nombreux catholiques, épiscopaliens et royalistes tories soutiennent toujours Jacques comme le seul monarque constitutionnellement légitime. L'Écosse tarde à reconnaître Guillaume, qui convoque une convention des États ; elle se réunit le 14 mars 1689 à Édimbourg et étudie une lettre conciliante de Guillaume, opposée à une lettre hautaine de Jacques. Dans le camp de Jacques, une modeste force de cinquante cavaliers réunis par John Graham de Claverhouse, vicomte Dundee est dans la ville, afin de servir la convention au début, mais il se retire au bout de quatre jours, quand le ralliement à Guillaume devient évident. La convention reconnaît ses limites, et Guillaume et Marie sont proclamés à Édimbourg le 11 avril 1689, puis ils sont couronnés à Londres en mai. Dundee est tué à la bataille de Killiecrankie, et le soulèvement écossais subit une défaite à la bataille de Dunkeld le 21 août 1689.

### Serment d'allégeance à Guillaume d'Orange

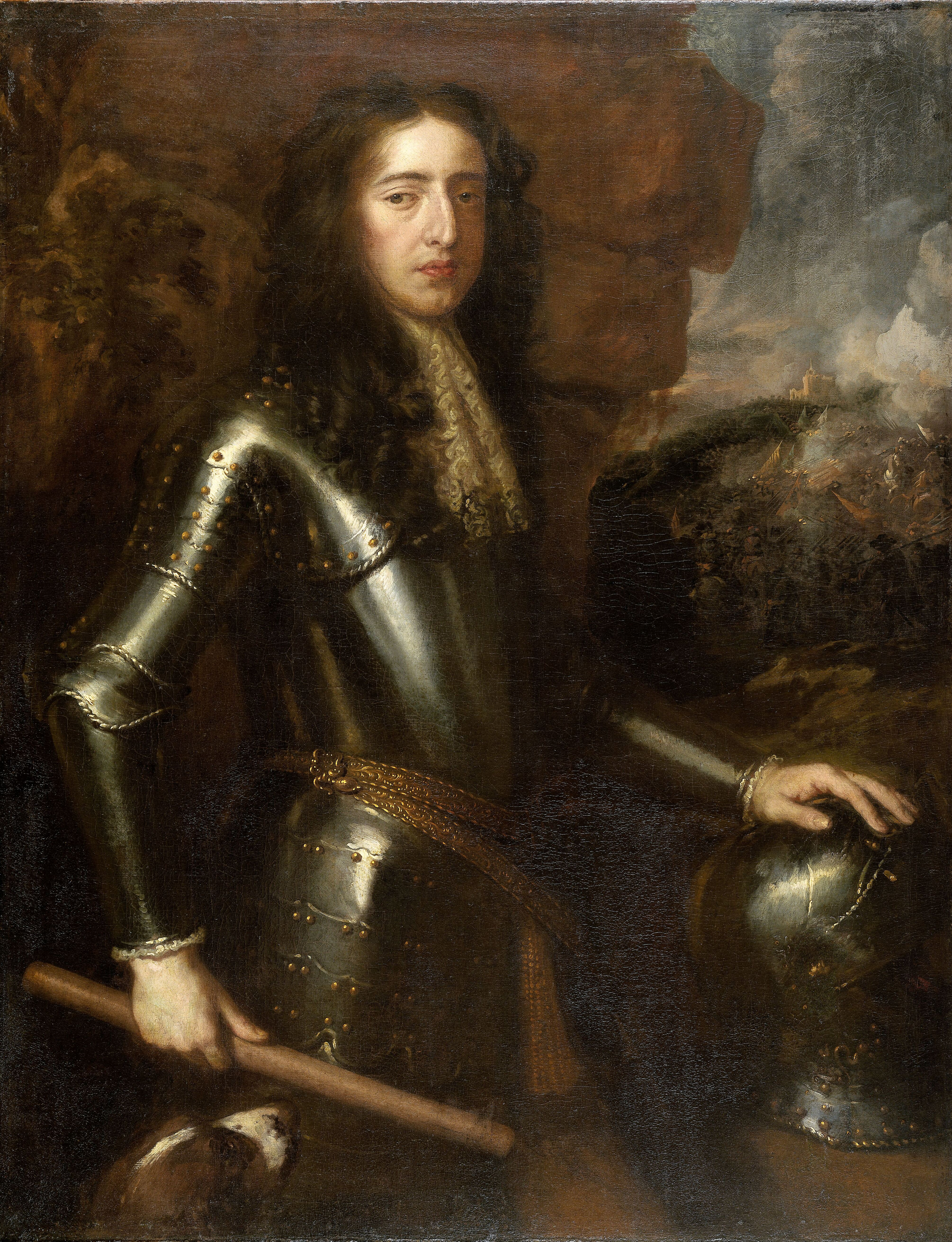
Guillaume d'Orange vers 1680

En retournant chez eux après la bataille de Dunkeld, les Maclains de Glencoe, un sept du clan MacDonald, ainsi que certains de leurs cousins de Glengarry, pillèrent les terres de Robert Campbell de Glenlyon (en), volant son bétail, et accroissant ainsi ses difficultés financières, ce qui le força à s'engager dans l'armée. Dans ses demandes de compensation ultérieures, Campbell ne fit pas mention des Glencoe, blâmant principalement les hommes de Glengarry.
L'année suivante, les jacobites subirent une lourde défaite à Cromdale, le 1er mai 1690 ; le 1er juillet de cette même année, Jacques essuya une nouvelle défaite lors de la bataille de la Boyne, en Irlande cette fois.
Le 27 août 1691, Guillaume offrit à tous les clans le pardon de leur participation aux soulèvements jacobites, en échange d'un serment d'allégeance, qui devait être prêté avant le 1er janvier 1692 devant un magistrat ; s'ils n'acceptaient pas, des représailles leur seraient infligées. Les chefs de clans avertirent Jacques, alors exilé en France, lui demandant l'autorisation de prêter serment. Jacques tarda à répondre, convaincu de retourner rapidement en Grande-Bretagne afin de réclamer son trône. Toutefois, lorsqu'il se rendit compte que cela serait impossible avant la date fatidique, il envoya aux chefs de clan des messages les autorisant à prêter serment. Ceux-ci arrivèrent à destination à la mi-décembre, quelques semaines seulement avant l'échéance, dans des conditions hivernales difficiles. Certains prêtèrent immédiatement serment et d'autres s'en abstinrent. Alastair Maclain, douzième chef MacDonald de Glencoe, attendit le dernier jour avant de prêter serment.

### Retard des MacDonald de Glencoe
Le 31 décembre 1691, Alastair Maclain se rendit à Fort William et demanda au gouverneur, le colonel Hill, d'être témoin de sa prestation de serment. Celui-ci refusa, ne s'estimant pas habilité à cela, et conseilla à Maclain de se rendre rapidement à Inveraray afin de prêter serment devant Sir Colin Campbell, shérif d'Argyll. Il lui remit un laissez-passer ainsi qu'une lettre destinée à Sir Colin, lui demandant de recevoir le serment de Maclain, ce dernier s'étant présenté devant lui durant le temps imparti. Le colonel Hill a également assuré Maclain qu'aucune action ne serait entreprise contre lui sans qu'il n'ait eu l'occasion de présenter son cas devant le roi ou son conseil privé.
Il fallut trois jours à Maclain pour atteindre Inveraray, en raison du mauvais temps ; il fut aussi retardé au château de Balcardine par le capitaine Thomas Drummond, dirigeant la première compagnie du régiment d'infanterie du comte d'Argyll. Une fois à Inveraray, il fallut trois jours de plus à Maclain avant de voir Sir Colin, absent, qui avait passé la Nouvelle Année auprès de sa famille sur l'autre rive du loch Fyne. À son retour, Sir Colin accepta le serment de Maclain, malgré le retard de ce dernier. Maclain ayant satisfait les conditions, il était confiant qu'aucune action ne serait entreprise contre lui ou son clan. Cependant, certains dans le gouvernement virent l'opportunité d'utiliser les MacDonald en exemple car ils n'avaient pas mis assez d'effort à la tâche et, au passage, l'occasion d'éliminer certains ennemis.
Trois ans plus tôt, un scénario proche s'était produit en Nouvelle-France avec le massacre de Lachine de l'été 1689 peu après la Glorieuse Révolution de novembre 1688. Le gouverneur Denonville n’était pas au courant du renversement d'alliance et attendait les délégués iroquois pour la ratification d'un traité de paix, tandis que ceux-ci levaient des troupes. Le 5 août 1689, environ 1 500 guerriers iroquois s’abattirent sur le village de Lachine, aux portes de Montréal. Vingt-quatre colons furent tués, 70 à 90 faits prisonniers, dont 42 ne revinrent jamais.

## Déroulement du massacre

### Acteurs principaux
La conception du massacre de Glencoe a impliqué John Dalrymple, 1er comte de Stair, à l'époque Lord Advocate auprès du roi, Sir Thomas Livingstone, commandant des forces royales en Écosse, et Guillaume d'Orange, qui contresigna les ordres.

### Préparation du massacre
À la fin de janvier 1692, ou au début de février, les première et deuxième compagnies du régiment d'infanterie du comte d'Argyll — soit environ 120 hommes — placés sous le commandement de Robert Campbell de Glenlyon furent détachés vers les MacDonalds de Glencoe, qui les accueillirent selon les règles de l'hospitalité écossaise. La plus grande partie du régiment était issue des domaines d'Argyll, mais seule une minorité des hommes portait le nom de Campbell. Les autres, y compris plusieurs des officiers, venaient des Lowlands.
Le capitaine Campbell était un parent par alliance de Maclain, le chef du sept du clan MacDonald de Glencoe ; il était normal qu'il fût hébergé chez lui. Chaque matin, pendant environ deux semaines, le capitaine Campbell rendit visite à Alexandre MacDonald, le plus jeune des fils de Maclain, marié à la nièce de Campbell, la sœur de Rob Roy. Il est difficile de dire si Campbell connaissait alors la nature de sa mission, qui était officiellement de collecter la Cess tax instituée par le parlement d'Écosse en 1690. La planification fut telle que des ordres légitimes quant à la collecte de l'impôt furent produits aux MacDonald à l'arrivée des troupes, dissipant tous les doutes que ces derniers auraient pu avoir quant aux intentions des troupes. Ces premiers ordres avaient été signés par le colonel Hill, celui-là même qui n'avait pu recueillir le serment de Maclain ; c'est également lui qui délivra les ordres, deux semaines plus tard, de lancer le massacre.

### Réception des ordres

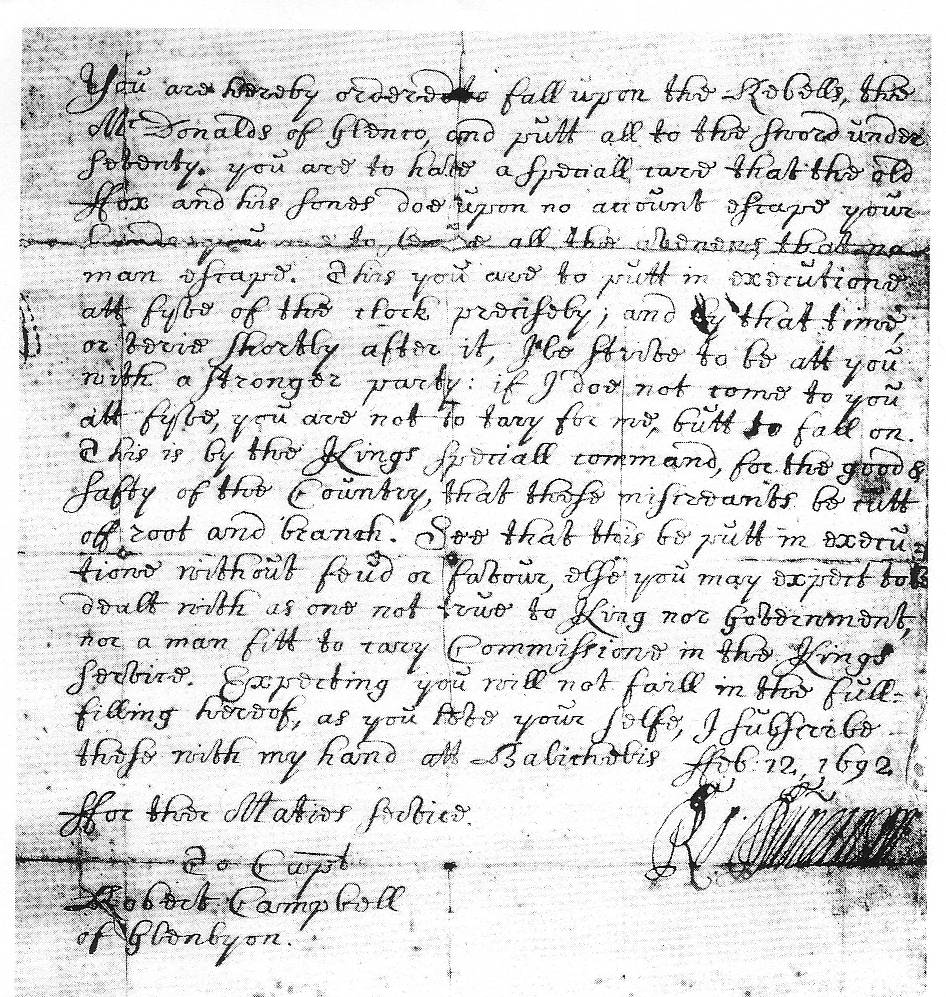
Facsimilé des ordres fournis au capitaine Robert Campbell par le major Duncanson.

Le 12 février 1692, le capitaine Drummond, l'officier qui avait retardé Maclain sur la route d'Inveraray, arriva à Glencoe. Étant capitaine des grenadiers, la première compagnie du régiment, il était l'officier supérieur présent sur place, mais il ne prit pas le commandement. Il apportait les instructions suivantes à Robert Campbell, issues de son officier supérieur, le major Duncanson :
« Nous vous ordonnons par la présente d'assaillir les rebelles, les McDonald de Glenco, et de passer au fil de l'épée tous ceux de moins de soixante-dix ans. Vous devez prendre un soin particulier à ce que le vieux Renard et ses fils ne s'échappent de vos mains sous aucun prétexte, vous devez bloquer les routes afin qu'aucun homme ne s'échappe. Vous mettrez ceci à exécution à cinq heures précisément ; à cette heure, ou peu après, je m'efforcerai de vous rejoindre avec une troupe plus nombreuse : si je ne viens pas à cinq heures, vous ne devez pas m'attendre, mais attaquer. Ceci est par ordre spécial du Roi, pour le bien & la sécurité du Pays, afin que ces mécréants soient complètement éradiqués. Veillez à ce que cela soit exécuté sans vengeance ni faveur, ou vous serez traité en homme infidèle au Roi et au Gouvernement, et indigne d'exécuter les Missions du service du Roi. Certain que vous ne faillirez pas à l'accomplissement de ceci, car vous avez votre propre intérêt à l'esprit, j'écris cela de ma main à Balicholis, le 12 février 1692

(signé) R. Duncanson

Pour le service de leurs Majestés

Au Capt. Robert Campbell de Glenlyon »
Le capitaine Campbell passa la soirée à jouer aux cartes avec ses hôtes ; alors qu'il se retirait, il accepta une invitation à dîner avec Maclain, le chef du clan, le lendemain.

### Victimes
Le 13 février 1692 vers 5 heures du matin, le massacre débuta simultanément en trois endroits de Glencoe — Invercoe, Inverrigan et Achacon — mais les meurtres s'étendirent à toute la vallée lors de la fuite des MacDonald.
Alastair Maclain fut tué en tentant de quitter son lit par le lieutenant Lindsay et l'enseigne Lundie, respectivement de la 2e et de la 3e sections du régiment d'infanterie d'Argyll, mais ses fils purent s'échapper. Au total, 38 hommes du clan MacDonald furent assassinés, dans leurs maisons ou en tentant de fuir dans le glen. Environ 40 femmes et enfants moururent en raison du froid après que leurs maisons eurent été brûlées.
Certains soldats prévinrent leurs hôtes, leur permettant ainsi de fuir à temps. D'autres ont porté l'insubordination plus loin ; ainsi, les lieutenants Francis Farquhar et Gilbert Kenndy ont préféré briser leurs épées plutôt que d'exécuter les ordres. Ils furent arrêtés et emprisonnés, mais furent relaxés et témoignèrent plus tard contre leurs officiers supérieurs.
En plus des soldats qui se trouvaient effectivement à Glencoe cette nuit-là, deux autres détachements de quatre cents hommes étaient présents : chacun aurait dû converger vers le glen afin de bloquer les routes permettant la fuite. Ils prirent leurs positions trop tard. Il est possible que la tempête de neige ait rendu leur arrivée difficile, particulièrement pour ceux approchant par l'Escalier du Diable depuis Kinlochleven ; il est également possible qu'ils aient refusé de participer au massacre.

## L'enquête

### La loi
La loi écossaise reconnaît un certain type d'assassinat, appelé murder under trust (litt. « meurtre en confiance »), considéré comme étant plus grave que l'assassinat ordinaire. Le massacre de Glencoe en est un cas d'école.
En outre, l'ordre reçu n'était déjà pas, aux yeux de la justice écossaise de l'époque, un motif permettant de dédouaner les soldats et officiers de crimes ainsi commis. Le rapport de la commission d'enquête a ainsi déclaré :
« Bien que l'ordre d'officiers supérieurs soit très absolu, aucun ordre allant contre les lois de la nature ne lie le soldat ; ainsi un soldat, conservant son commandement, doit refuser d'exécuter aucun acte de barbarie, tel que se voir ordonner de tirer sur un passant inoffensif, dans la rue, aucun ordre de ce type ne l'exempterait d'être condamné pour meurtre. »

### Conclusions des rapports
Le défi posé lors de l'enquête, établie dès 1692, fut de porter le blâme sur les responsables du massacre, alors que les ordres qui ont conduit au massacre furent signés du roi lui-même, qui ne pouvait être tenu pour responsable.
Le scandale s'accrut encore lorsque sir John Lauder, Lord Fountainhall (en), un éminent juriste écossais, refusa en 1692 le poste de Lord Advocate, car la condition attachée à la charge était de s'abstenir de poursuivre les personnes impliquées dans le massacre de Glencoe. George Mackenzie, 1er comte de Cromartie, qui avait été Lord Advocate sous le roi Charles II, refusa également de participer à cette application partiale des lois pénales ; son refus, contrairement à celui de Fountainhall, mena à sa disgrâce temporaire.
En 1695, le régiment d'Argyll était alors stationné en Flandres, plaçant Campbell, Drummond et Duncanson hors de portée de la loi écossaise. La commission d'enquête conclut, afin d'exonérer le roi, que le principal responsable était le ministre Dalrymple. Le parlement d'Écosse, après avoir reçu le rapport de la commission, déclara que l'exécution des hommes du clan MacDonald était un meurtre et délégua un comité pour la sécurité du royaume, afin de présenter au roi une déclaration recommandant la condamnation des responsables du complot ainsi que le dédommagement des MacDonald survivants. Ces recommandations n'ont semble-t-il jamais été appliquées, excepté pour l'emprisonnement de John Campbell durant quelques jours au château d'Édimbourg sur la charge de haute trahison, car il avait été impliqué dans des négociations secrètes avec les chefs jacobites.

## Conséquences politiques du massacre de Glencoe
Le massacre de Glencoe devint un élément de propagande jacobite, qui devait trouver un écho particulier cinquante ans plus tard, lors des soulèvements de 1745.
En raison de l'implication du régiment d'Argyll, placé sous le commandement  de Glenlyon, le massacre n'a pas été considéré comme une action gouvernementale, mais comme une conséquence de l'ancienne rivalité entre Campbell et MacDonald. Il s'agit pourtant d'un acte conçu par un Secrétaire d'État à l'Écosse, approuvé par le roi Guillaume, et exécuté par un régiment de l'armée britannique.

## Dans la culture populaire

### Culture écossaise
Le souvenir du massacre est resté vif dans la population et a alimenté les dissensions entre MacDonald et Campbell. Jusqu'à la fin du XXe siècle, le Clachaig Inn, un hôtel et un pub de Glencoe, affichait sur sa porte un signe indiquant « Pas de Colporteurs ni de Campbell ».
Deux frères MacDonald s'échappèrent en Irlande et changèrent leur nom en McKern (ou MacKern). Leurs descendants ont émigré en Argentine et en Australie lors de la Grande Famine des années 1850. L'acteur australien Leo McKern fait partie de leurs descendants.

### Commémorations

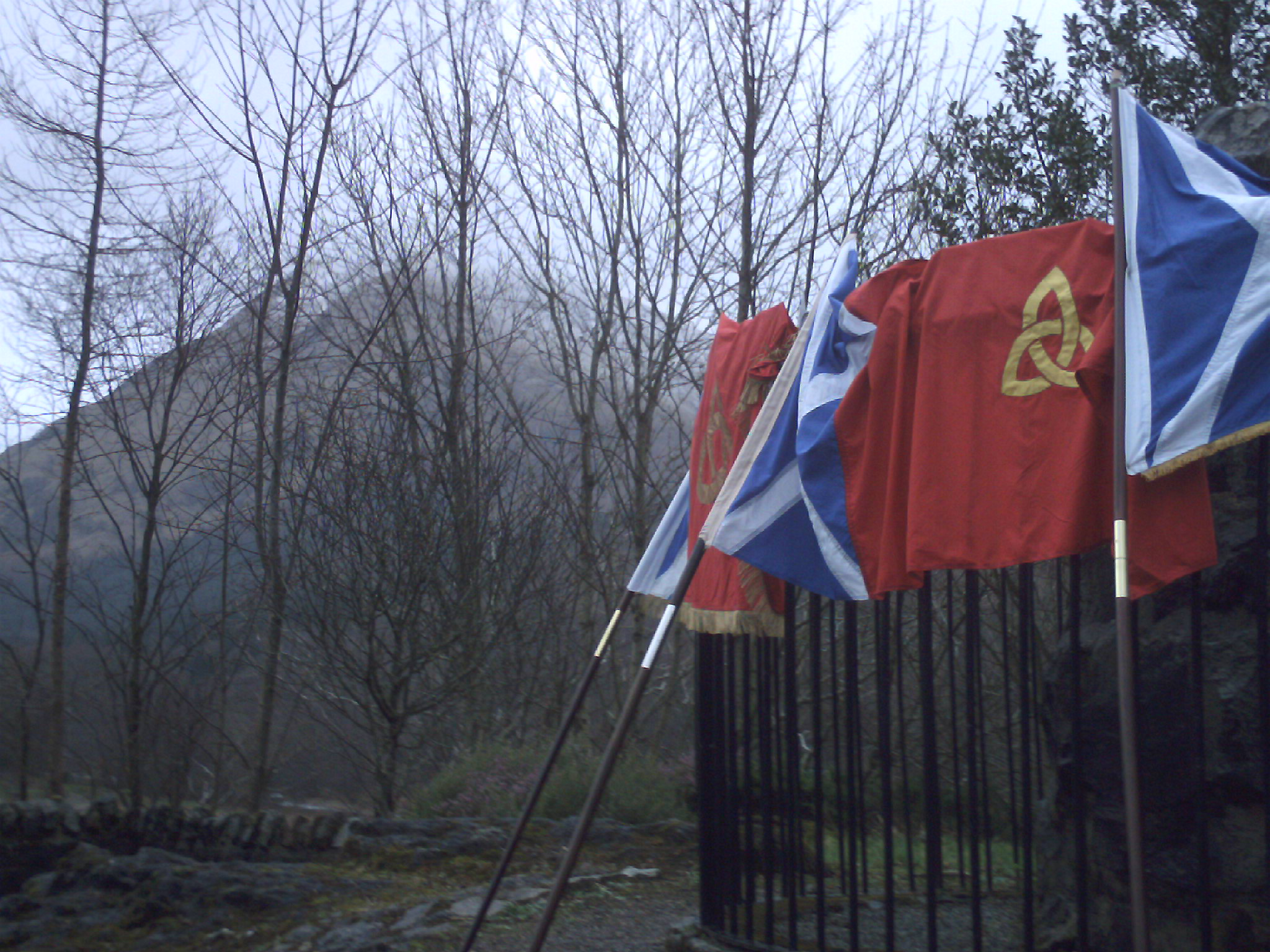
Drapeaux lors d'une commémoration du massacre par le SSRP.

Un mémorial a été dressé dans le village de Glencoe, à environ 200 mètres de l'endroit où la route traverse la rivière Coe. Chaque année, le 13 février, la Clan Donald Society d'Édimbourg y organise une dépose de gerbe. Des membres du clan Donald venus du monde entier assistent à la cérémonie aux côtés des habitants de Glencoe. 
Depuis le début des années 1980, le Scottish Republican Socialist Party (SSRP), un mouvement nationaliste écossais, organise également une cérémonie commémorative, tenue le dimanche le plus proche de la date anniversaire. Les membres d'autres groupes nationalistes tels que le Siol nan Gaidheal ou na Fir Dileas y assistent également.

### Arts et lettres

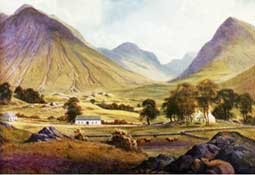
Représentation édouardienne du site du massacre de 1692.

C'est à l'époque victorienne que l'intérêt pour le massacre de Glencoe se raviva. Il fut romancé dans l'art et la littérature, entre autres par Walter Scott dans The Highland Widow (« La Veuve des Highlands »).
Le poème de T. S. Eliot Rannoch, by Glencoe fait référence à l'évènement, de même qu'une ballade de Jim MacLean, intitulée The Massacre of Glencoe (1963). Le refrain en est « Cruel is the snow that sweeps Glencoe and covers the graves o' Donald,. » Le groupe écossais des Real McKenzies en a fait une reprise en musique.
Susan Fletcher dans son roman Corrag (Un bûcher sous la neige), J'ai lu 9461, retrace l'histoire de ce massacre.
Le roman La Vallée des larmes (série Cœur de Gaël), de l'écrivaine canadienne et québécoise Sonia Marmen, commence avec ce massacre (éditions JCL) et met en scène des survivants du massacre de Glencoe.
Les Noces pourpres s'inspirent notamment du massacre de Glencoe dans la saga Le Trône de fer de George R. R. Martin.